# Traité de protectorat du Cambodge
Le traité de protectorat du Cambodge est un traité signé à la demande de Norodom Ier, roi du Cambodge entre le France et le Cambodge le 11 août 1863. La France apporte sa protection au royaume en cas d’agression extérieure, le pays étant principalement menacé par son voisin siamois, en échange du droit pour les ressortissants français de s’installer et de la liberté de pratiquer la religion chrétienne.